# دهکده میراثی

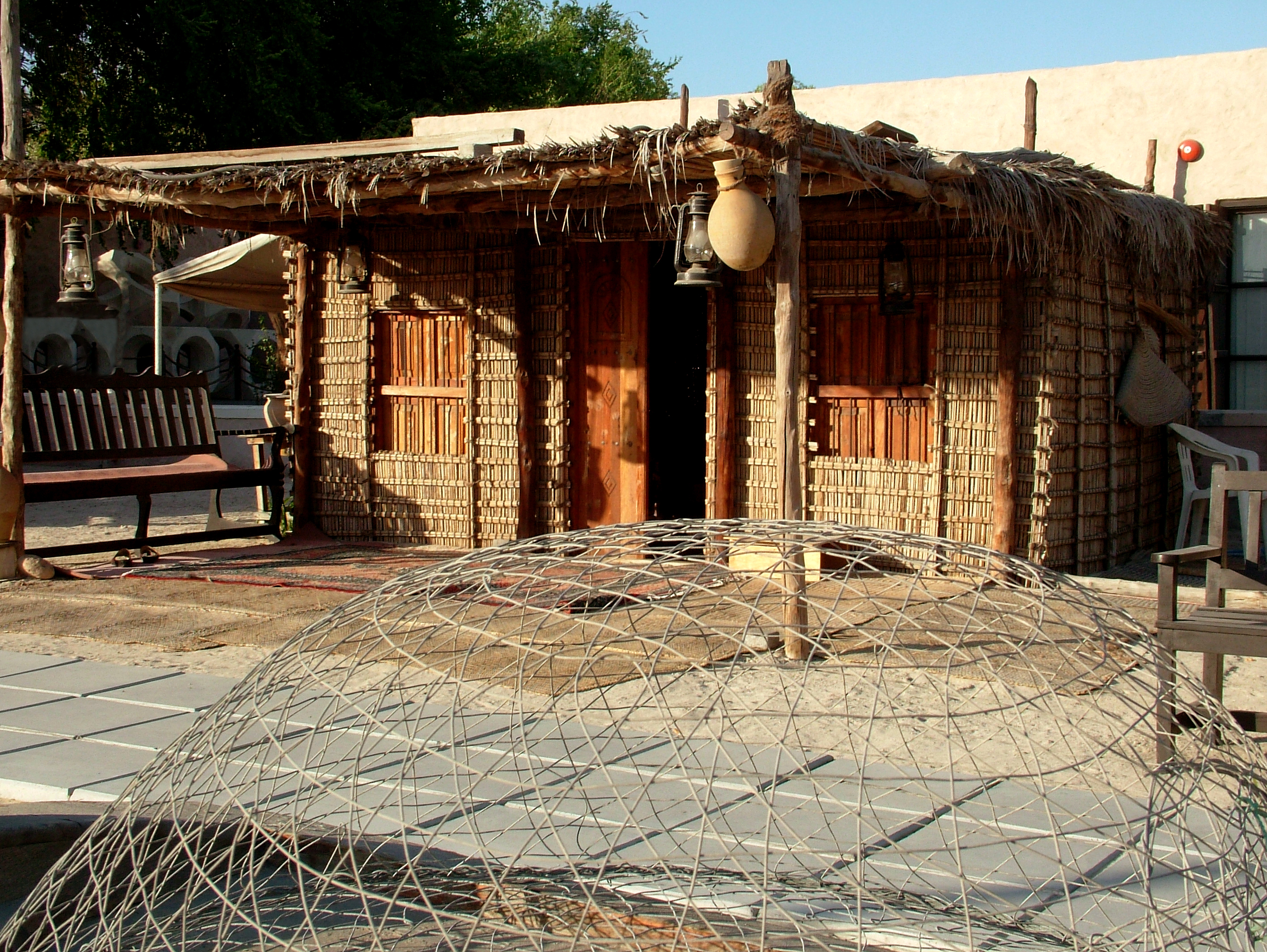

دهکده میراثی (به عربی: قریة التراث) یکی از معالم بارز وتاریخی و جاذبهٔ گردشگری دبی ویکی از نقاط دیدنی امارات متحده عربی است که سالیانه تعدادی زیادی از گردشگران از مناطق داخل و خارج امارات به سویش می‌شتابند.
«دهکده میراثی» در نزدیکی دهانهٔ خور و در نزدیکی خانه شیخ سعید آل مکتوم یک آبادی قدیمی را مشاهده می‌کنید که به صورت زنده روش‌ها و فرهنگ زندگی مردمان قدیم در امارات را به تصویر می‌کشد. مردمانی که با ماهیگیری یا از راه غواصی و استخراج مروارید از اعماق آب دریا امرار معاش می‌کرده‌اند. افراد حاضر در این آبادی مانند یک کتاب مصور، زندگی بادیه نشینی و قبیله‌ای مردم این خطه را در دوران نه چندان دور را در معرض تماشای شما قرار می‌دهند. حکومت دبی در حال توسعه این آبادی به عنوان یک منطقهٔ فرهنگی وتاریخی می‌باشد. در کنار این آبادی و در کنار خور دبی تعدای فروشگاه عرضه‌کننده صنایع دستی و تعدادی کافی تریا نیز قرار دارند. بازدید از این آبادی تاریخی و قدم زدن در کنار خور دبی و صرف چای یا قهوه در این مکان را به علاقه مندان به سنت‌های قدیم دبی توصیه می‌شود.